# Giuliano Giustini
Giuliano Giustini (Roma, 7 novembre 1940) è un direttore della fotografia italiano in ambito pubblicitario, cinematografico e televisivo, vincitore del Festival del Film Pubblicitario Italiano nel 1983.
Nel corso della sua carriera, da Carosello agli anni 2000, ha firmato la fotografia di più di 500 spot pubblicitari televisivi.

## Biografia
Nato a Roma il 7 novembre 1940, figlio del capocomico Ottavio Giustini in arte Rino Giusti, coltiva fin da ragazzo la passione per il cinema e la fotografia che lo spinge a completare la sua formazione all'Istituto di Fotografia.

## Filmografia

### Cinema
- Porzûs, regia di Renzo Martinelli (1997)
- Sarahsarà, regia di Renzo Martinelli (1994)
- Vacanze di Natale, regia di Carlo Vanzina (1983)
- Spaghetti House, regia di Giulio Paradisi (1982)
- La casa del tappeto giallo, regia di Carlo Lizzani (1982)
- Disonora il padre, regia di Sandro Bolchi (1978)
- Languidi baci...perfide carezze, regia di Alfredo Angeli (1976)
- Ragazzo di borgata, regia Alfredo Angeli (1976)

### Televisione
- Dal nord e dal sud per il Vietnam, regia Franco Brogi Taviani (1968)
- Un certo Marconi, regia di Sandro Bolchi (1974) – film TV
- La paga del sabato (1977)
- Il fauno di marmo (1977)
- Gli occhi del drago (1977)
- Processo di famiglia, regia di Nanni Fabbri (1992)
- Giochi pericolosi, regia di Alfredo Angeli (2000)
- Elisa di Rivombrosa (2003)
- Incantesimo 6 (2003)

## Riconoscimenti
- 1º premio di merito: Fotografia (San Pellegrino - Sci) - Festival del Film Pubblicitario del 1983
- 3º premio di categoria (Bistefani) - Festival del Film Pubblicitario del 1986
- Leone di Bronzo al Festival Internazionale della Pubblicità di Cannes del 1984
- 2º premio di categoria (Krumiri) - Festival del Film Pubblicitario del 1984
- Film Segnalazione '88 - Miglior Immagine del "Made in Italy"
- Film Segnalazione '87 - Premio speciale "Stampa estera"

## Pubblicazioni
- dalla Scenografia all'IMMAGINE, Roma, IMAGO, 2004